# Contabilidad de gestión
La contabilidad de gestión, conocida también como contabilidad directiva o contabilidad administrativa, consiste en la utilización, análisis e interpretación de la información obtenida de la contabilidad financiera de cara a la adopción de decisiones a corto plazo en el seno de la organización. Es subjetiva y orienta sus aplicaciones hacia aquellos sujetos que tienen poder de decisión sobre la actividad de la empresa, mejora el procedimiento de toma de decisiones mediante el uso de los datos contables.
Está sujeta a escasos o nulos requisitos formales o legales dado el marco restringido de su actuación, de ello que sea menos estandarizada y objetiva pero útil para la empresa. Una de las partes más importantes de la contabilidad de gestión es la contabilidad de costes.
Puede hacer uso de herramientas como el coste de oportunidad, costes del capital o la valoración del riesgo que son de utilidad a la organización en la toma de decisiones. Además, con la aparición de las modernas técnicas de gestión, ya sea de calidad o en el aparato productivo, la contabilidad de gestión adquiere notable relevancia. Básicamente centra su estudio a todos los procesos que componen la cadena de valor de la empresa, otorgando una visión a corto, medio, y largo plazo.

## Etapas
Según Sánchez Fernández de Valderrama(1988): el inicio y posterior evolución de esta rama de la disciplina contable se ha producido en función de los cambios en los objetivos y estructuras de las mismas empresas. 

### Contabilidad interna

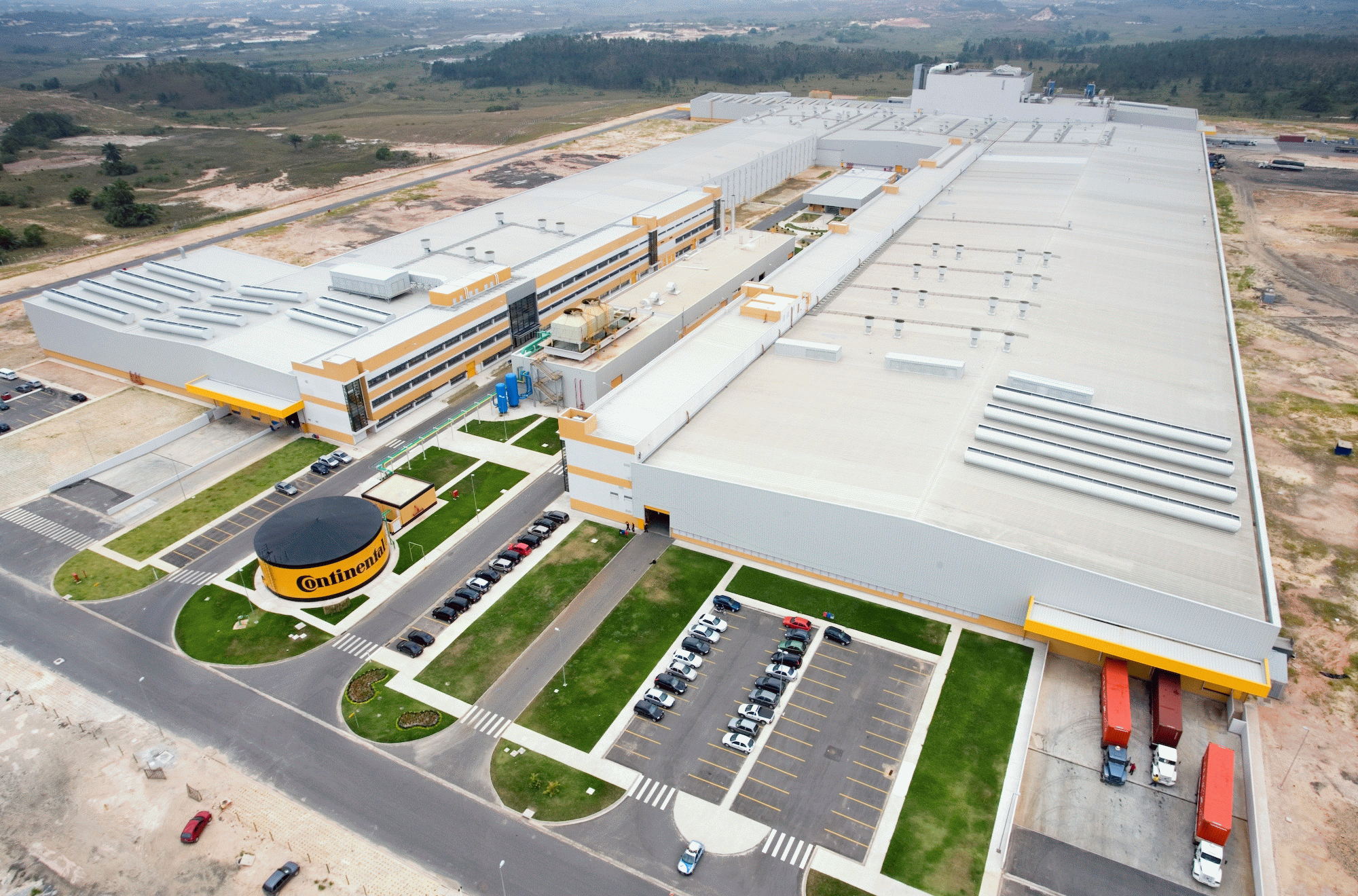
Continental AG Empresa Nova Bahia

El desarrollo y perfeccionamiento de los sistemas de costos se pueden asociar a la historia del desarrollo de la revolución industrial…(Mallo Rodríguez ; 1988; página 68 del libro Contabilidad de costes y gestión).
Algunos autores como López Díaz y Menéndez Menéndez, Fernández Pirla o Schneider, diferencian dos ámbitos en el seno de la empresa:
- Ámbito interno proceso económico de formación de costes en sentido estricto que se caracteriza porque el elemento subjetivo y discrecional juega en el mismo un papel fundamental.
- Ámbito externo circulación externa de la empresa que se caracteriza porque las magnitudes que lo integran vienen objetivamente determinadas por actos de compra y venta con expresión monetaria cierta o porque han sido anteriormente elaboradas en el ámbito interno.

La contabilidad interna, tiene como fin único, la de evaluar los procesos internos de la empresa.

### Contabilidad de costes (S.XIX-XX)

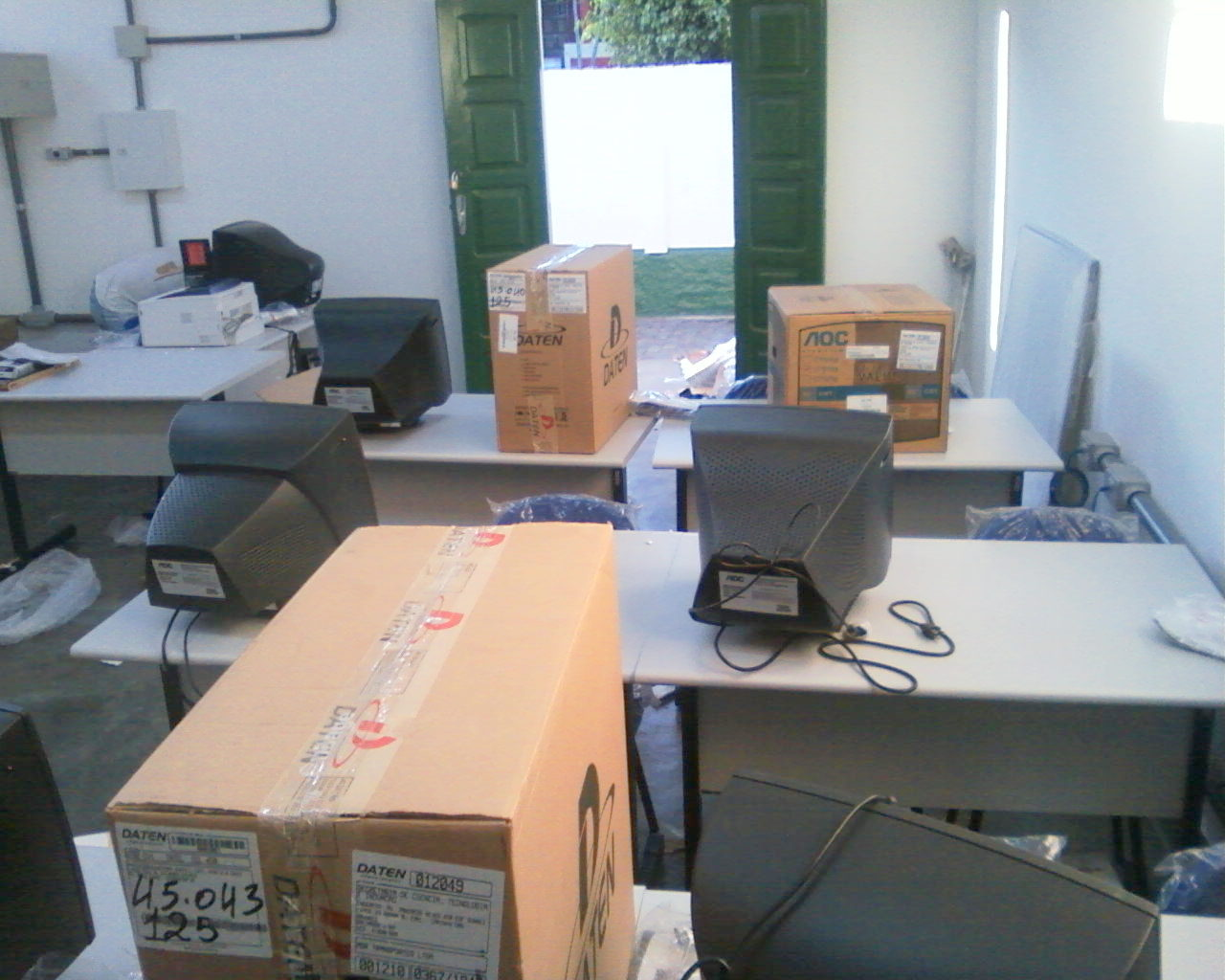
centro administrativo

Forma de acumular y asignar costes históricos a unidades de producto y a departamentos, principalmente para valorar inventarios y determinar el beneficio (Horngren; 1982)
Johnson y Kaplan observaron que no compensaba recoger información sobre costes de productos individuales, por lo que aparecieron nuevos sistemas para recoger información agregada, como el sistema del Direct Costing. Además es en esta época cuando se empieza a calcular el punto muerto o umbral de rentabilidad.
En esta época hay que destacar tres autores

#### Church
Para determinar el coste de los productos se tenía que tener en cuenta: el coste primordial, gastos indirectos de planta y proporción de los gastos generales y de venta.
Church se centraba en ligar los gastos generales a los productos, por lo que Church dividía la fábrica en centros para poder cargar de manera más fácil los gastos de los centros a cada producto.

#### Clark
Identificó diferentes tipos de costes:
- Costes directos e indirectos
- Costes diferenciales e incurridos

Identificó diez funciones básicas que desempeña la contabilidad de Costes:
- Ayudar a determinar el precio normal o satisfactorio de los productos vendidos.
- Ayudar a fijar un límite mínimo para disminuciones de precio.
- Determinar qué productos son más beneficiosos y cuáles no lo son.
- Controlar el inventario.
- Fijar un valor para el inventario.
- Comprobar la eficiencia de los distintos procesos.
- Comprobar la eficiencia de los distintos departamentos.
- Detectar pérdidas, derroches y robos.
- Separar el coste de la inactividad del coste de producir bienes.
- Relacionarse con las cuentas financieras.

#### Vatter
Diferencia entre costes fijos (la incurrencia de estos costes es externa a la producción dada en un determidado periodo) y variables (se ven afectados por la variación del volumen de producción).
Considera que es mejor obtener datos rápidos e incompletos para los directivos, que darles información completa, pero demasiado tarde para que ésta pueda afectar a sus decisiones.
Distingue entre la información que está destinada a usuarios internos de los externos.

### Contabilidad analítica de la explotación

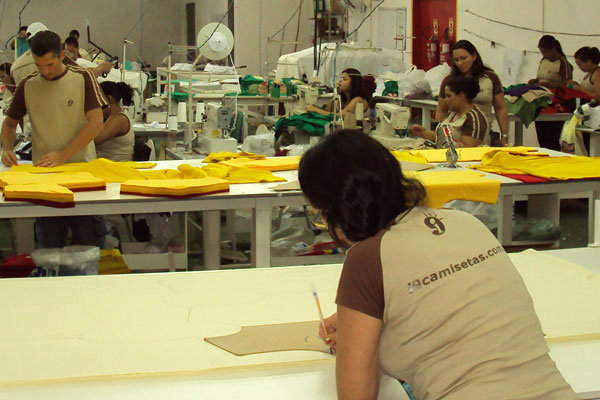
Fábricación de Camisetas

Técnica de análisis de cargas y de ingresos de la empresa, que tiene por objeto la valoración de los bienes producidos y vendidos y el control de las condiciones internas de explotación (Rapin y Poli)
Los objetivos según López Díaz y Menéndez Menéndez son:
- Conocer los costes de las diferentes funciones de la empresa.
- Determinar bases de evaluación.
- Explicar Resultado de comparación coste-precio de venta.
- Establecer previsiones de cargar y productos de explotación.
- Constatar la realización y explicar desviaciones.

## Contabilidad de gestión (1980-Actual)

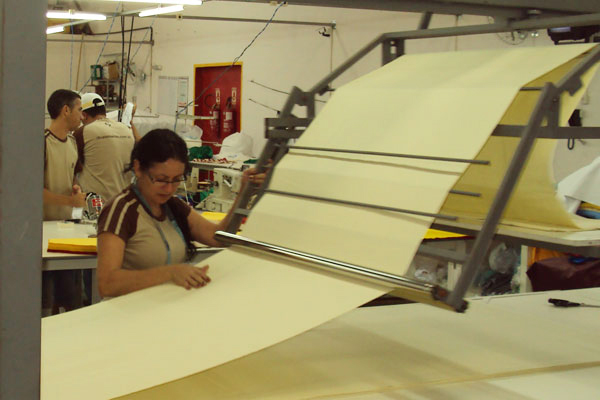
fabricación en taller

La contabilidad de Gestión hace referencia al análisis económico orientado a facilitar la toma de decisiones por la gerencia y pretende destacar la interrelación existente entre el sistema de información interno y el proceso de toma de decisiones de la empresa. Va más allá de la contabilidad de costes o analítica ya que integra materiales diversos de la teoría de la organización, las ciencias del comportamiento, de la teoría de la información…
Se puede decir que la contabilidad de gestión es la evolución tanto cualitativa como cuantitativa de la contabilidad de costes (Ripoll Feliu)

### Objetivos de la contabilidad de gestión
- La Contabilidad de Gestión debe tratar las funciones de planificación de los gerentes, lo que supone:
  - La identificación de tareas.
  - Planificación de los flujos de recursos óptimos y su medición.

- Problemas de organización que incluye:
  - Adecuación entre la estructura de la firma y las tareas.
  - Instalación y mantenimiento de un sistema de información y comunicación efectiva.
  - Medición de los recursos existentes, descubrimiento de la ejecución excepcional e identificación de los factores causantes de dichas excepciones.

- Función del control de gestión, que incluye:
  - Determinar las características de las áreas de ejecución apropiadas que son significativas en términos de las tareas.
  - Contribuir a motivar las realizaciones individuales deseables mediante una comunicación realista de la información respecto de las tareas.

- Sistemas operativos de gestión, por función, producto, proyecto, y otra segmentación de las operaciones, lo que supone:
  - Medición de los factores en términos de costes relevantes y los ingresos o medidas estadísticas de la producción.
  - Comunicación de los datos apropiados, de carácter fundamentalmente económico, al personal clave, y de forma oportuna.

## Producción conjunta

### Concepto
Los procesos productivos pueden ser simples o múltiples:
- Procesos productivos simples: son aquellos cuyo objeto es elaborar un solo producto.
- Procesos productivos múltiples: son aquellos a través de los cuales se obtienen simultáneamente varios productos diferentes.

A veces ocurre en determinados procesos que la elaboración de un producto origina la de los demás (ejemplo: sectores como la minería, químicos, refinerías de petróleo, explotaciones forestales, ganaderas...). En estos casos el proceso de producción múltiple se denomina también de producción conjunta.
Se puede definir la producción conjunta como el proceso en el que se obtiene necesariamente varias clases de productos como consecuencia de las condiciones técnicas del proceso de producción y sin que sea posible eliminar voluntariamente la obtención de una multiplicidad de productos.
Los productos obtenidos en la producción conjunta se denominan productos conjuntos o coproductos. En los procesos de producción conjunta existen 2 clases de costes:
- Unos costes comunes o conjuntos ocasionados en la fase del proceso común a los diferentes productos.
- Unos costes autónomos o específicos correspondientes a la fase del proceso específica de cada uno de los distintos productos.

La clasificación de los costes en conjuntos y autónomos está dividida o separada por el denominado punto de separación (split off point) que establece por una parte cuales son los costes conjuntos a los productos y los costes autónomos o específicos de cada uno de los productos.

### Subproductos

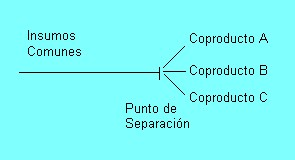
subproductos

Los subproductos son productos conjuntos que como consecuencia de sus características económicas (escasa apreciación por el mercado y escasa importancia relativa en la realización del proceso de producción conjunta) no constituyen el objeto de producción perseguido por la empresa, por lo que en la elaboración y presentación de la información contable sobre la actividad económica de la empresa suelen presentarse como datos de carácter secundario.
A veces el coste que supone el subproducto a al coste del producto principal; en otro caso se tiene que contabilizar con un proceso.

### La asignación de costes

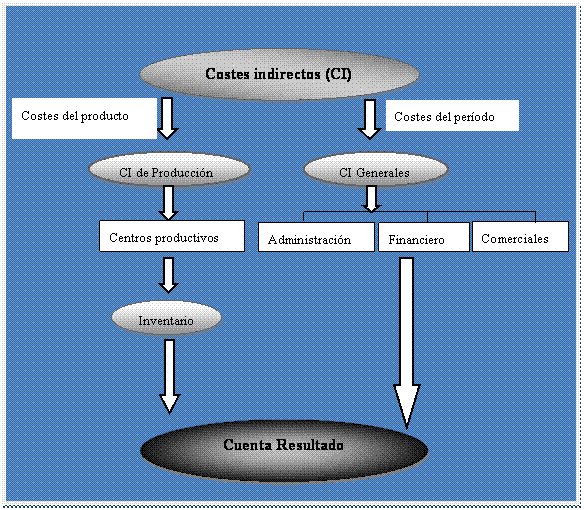
CI

La asignación de los costes autónomos o específicos devengados a partir del punto de separación, no presenta ninguna duda, ya que son directamente identificables con los diferentes productos.
No lo son en cambio los costes conjuntos por lo que es preciso determinar el valor de los factores que se han empleado para elaborar cada producto. Existen una serie de métodos para asignar los costes a los productos conjuntos; estos métodos son:
- Método de utilización o uso. Consiste en la asignación de los costes tomando como referencia una unidad física de medida como el peso de los productos, número de unidades producidas, etc.
- Método de la capacidad de absorción. Consiste en asignar los costes conjuntos a los productos en función de su valor de realización en el mercado: obteniendo un valor k que se denomina "valor de la constante de proporcionalidad" que se multiplica por los distintos precios de realización en el mercado (precios de venta) para determinar el coste de ventas.

Se utiliza este último método en los casos en que la apreciación por el mercado (precio de venta) de los coproductos, sea muy diferente.

### Los costes conjuntos en la toma de decisiones
Ninguno de los métodos de asignación de costes conjuntos aporta valoraciones de los productos que puedan ser tenidas en cuenta para decidir si interesa seguir la fabricación después del punto de separación o si, por el contrario, es más conveniente vender los productos en ese punto, imponiendo que exista mercado para ello.
Tampoco las asignaciones de costes conjuntos apuntan valores de los productos que puedan tomarse como referencia para fijar precios, pues:
- Si se aplica el método en función de medidas físicas, no existe una base objetiva para relacionar el coste asignado con el valor de venta del producto.
- Si se aplica el método en función del precio de venta (valor de mercado), el precio de venta en este caso es un dato necesario antes de conocer el coste asignado a los productos, luego no cabe plantearse un cálculo en función de él.

Por lo tanto puede decirse que con respecto a las decisiones sobre continuar o no la fabricación a partir del punto de separación:
- Los costes conjuntos son irrelevantes porque en el punto de separación son costes inevitables.
- lo que importa para tomar la decisión de continuar o no un proceso productivo es si los costes adicionales son mayores o no que los ingresos adicionales.

Es decir, hay que comparar el 'valor de venta en el punto de separación' con 'el valor de venta al final del proceso productivo adicional', la diferencia entre ambos es el ingreso adicional que en caso de ser mayor que los costes adicionales indicará la conveniencia de realizar el proceso.
Esto no quiere decir que el producto en su conjunto tenga beneficios pero si es seguro que el proceso adicional los tiene, lo cual es suficiente para decidir que se lleve a cabo.

## Modelo de costes de oportunidad

### Consideraciones previas
La decisión de invertir capital en una determinada actividad supone renunciar a invertirlo en otra; el coste que asumimos por tener la oportunidad de invertir en otra alternativa y no hacerlo, es lo que denominamos coste de oportunidad de la inversión o coste de los recursos financieros.
Otro coste de oportunidad está formado por la oportunidad que pierde el empresario de ganar su sueldo en otra empresa por realizar una actividad similar a la que desarrolla en su propia empresa. Es decir, si un empresario individual, aporta además de su capital, su trabajo pero no tiene asignado ningún salario, está incurriendo en un coste de oportunidad cuyo valor es el sueldo que percibiría en cualquier otra empresa por realizar esa actividad.
El coste de oportunidad es un elemento importante a tener en cuenta ya que si no incluimos los costes de oportunidad en el cálculo del beneficio, el significado de éste estaría incompleto. La incorporación de los costes de oportunidad complementa al ya explicado anteriormente modelo de costes históricos, y permite conocer el beneficio en un sentido económico más profundo una vez remunerados todos y cada uno de los factores de producción así como al empresario. Teniendo en consideración el modelo de costes de oportunidad en la Contabilidad Analítica aparecen dos clases de resultados:
a) En sentido estricto, antes de incorporar los costes de oportunidad.
b) En sentido económico, después de incorporar los costes de oportunidad.
El primero reflejará el excedente después de remunerar los factores productivos pero sin tener en cuenta de que en la empresa se destinan unos recursos financieros y un empresario a una actividad y no a otra; el segundo el excedente una vez remunerados todos los factores productivos incluyendo los recursos financieros y al empresario.

### Cálculo del coste de oportunidad
Para calcular el coste de oportunidad se deben seguir los siguientes pasos:

#### Determinación de las fuentes financieras sobre las que se calcularán el coste de los recursos
La empresa emplea para sus inversiones dos tipos de financiación: ajena y propia. La financiación ajena está formada por todos aquellos recursos que la empresa adquiere en el exterior y tiene la obligación de devolver en un plazo de tiempo: exigible a corto plazo y exigible a largo plazo. La financiación propia está formada por los recursos que la empresa ha generado y no ha repartido (reservas) y por los recursos recibidos pero que no tiene que devolver (aportaciones de los socios). El total del pasivo y neto patrimonial permiten financiar la totalidad del activo.

#### Definición de la tasa de coste media ponderada de los recursos financieros
Una vez determinados los recursos financieros, será necesario definir una tasa de interés a aplicar sobre las mismas y así obtener un coste total. Así por la utilización en nuestras inversiones de fuentes financieras ajenas (préstamos, empréstitos…) la empresa tiene que pagar unos intereses que le suponen un coste, así si una empresa tiene un pasivo exigible compuesto por un préstamo de 100 u.m. (unidades monetarias) al 18% anual y un empréstito de 300 unidades monetarias con un interés del 14% anual, la tasa de coste media ponderada de los recursos financieros ajenos, denotada como ka, y que es un coste explícito será:
Ka = 100 x 18% + 300 x 14% / 100 + 300 = 15%
Con relación a los recursos propios no tienen un coste explícito y dependen de cada empresario y de sus inversiones alternativas, si el capital propio de 800 unidades monetarias se decide invertir en títulos de renta fija (obligaciones) con una rentabilidad del 12%, la tasa de coste media ponderada de los recursos financieros propios que denominaremos kp, es del 12% y es un coste implícito.
Considerando lo anterior se puede obtener la tasa de coste media ponderada de los recursos financieros (propios y ajenos) que denominamos C que será:
C = Ka x Recursos Ajenos + Kp x Recursos propios / RA + RP
En nuestro ejemplo sería:
C = 15% x 400 + 12% x 800 / 400 + 800 = 13%

#### Imputar la tasa de coste de los recursos financieros a los factores fijos y circulantes para obtener el coste de oportunidad de los recursos financieros
Una vez obtenida C habrá que imputarla a los distintos factores que han participado en el proceso productivo, para ello habrá que distinguir entre factores circulantes y factores fijos.
Los factores circulantes (K) son los que mantienen un comportamiento cíclico, es decir, se van renovando a lo largo del año y requieren inversiones a corto plazo (materias primas, mano de obra, suministros, alquileres…)
Los factores fijos (F) son los que permanecen en la empresa por un período superior a un año, exigiendo por tanto inversiones a largo plazo (en general el coste de las amortizaciones del inmovilizado).
Una vez definidos los factores circulantes y los fijos, se puede determinar la tasa de coste a imputar a los factores circulantes = C/n donde n es el número de días anuales de trabajo dividido por el período medio de maduración de la empresa.
Como número de días anuales de trabajo se pueden considerar los efectivamente trabajados o el número de días que comprende el período contable y no sólo los trabajados.
La tasa de coste a imputar a los factores fijos, en este caso son inversiones de más de un período y el número de rotaciones que sufre cada año los factores del fijo, en este caso el inmovilizado = 1/m, donde m es la duración media del inmovilizado en años = inmovilizado / cuota anual de amortización. Según esto la tasa C a imputar a los factores fijos estará expresada:
C/1/m = C x m
La expresión que debemos de conocer es C0 que es el coste de oportunidad de los recursos financieros que se expresará:
C0 = C/n x K + C x m x F
Según esta expresión el coste de oportunidad de los recursos financieros será igual al coste de oportunidad de los factores circulantes más el coste de oportunidad de los factores fijos.

#### Cálculo del coste total de oportunidad
El coste de oportunidad total estará formado por el coste de oportunidad de los recursos financieros calculado anteriormente y el coste de oportunidad del sueldo del empresario, para calcular este último se toma como referencia la remuneración que perciben en el mercado de profesionales de la dirección las personas que realizan una función análoga a la del empresario en cuestión.

#### Imputación del coste a los centros, productos y resultados
Conocido el importe al que asciende el coste se procederá a su registro contable e imputación a los distintos centros que tenga la empresa. Cada centro recibirá costes de oportunidad en función de su empleo de factores fijos y circulantes en proporción a los costes correspondientes que haya ocasionado, posteriormente los suplementos por costes de oportunidad de los centros serán trasladados a los productos y resultados del período. Para aplicar el modelo de costes de oportunidad se realizarán tres cuadros:
| Centros                    | Aprovisionamiento | Transformación | Comercial        | TOTAL     |
| -------------------------- | ----------------- | -------------- | ---------------- | --------- |
| Coste factores circulantes | 150251254         | poca           | zapato dama      | 256.589   |
| Coste factores fijos       | 458699321         | demasiada      | zapato caballero | 953.682   |
| TOTAL                      | Texto de celda    |                |                  | 1'210.271 |

| Centros                                 | Aprovisionamiento | Transformación | Comercial | TOTAL |
| --------------------------------------- | ----------------- | -------------- | --------- | ----- |
| Coste oportunidad factores circulantes  |                   |                |           |       |
| Coste oportunidad factores fijos        |                   |                |           |       |
| Coste oportunidad sueldo del empresario |                   |                |           |       |
| Suplemento coste oportunidad            |                   |                |           |       |

| Producto                              | Producto A | Producto B | Producto C | Producto D |
| ------------------------------------- | ---------- | ---------- | ---------- | ---------- |
| Suplemento coste de aprovisionamiento |            |            |            |            |
| Suplemento coste transformación       |            |            |            |            |
| Suplemento coste del producto         |            |            |            |            |

- PASO 6. Proceso contable

Para completar el modelo de costes de oportunidad se refleja seguidamente el proceso de contabilización con la finalidad de obtener el resultado en sentido económico, una vez que la empresa ha realizado todas las anotaciones del modelo de costes históricos. Pasos:
a)	Registro de los costes de oportunidad calculados.
b)	Imputación a los centros de coste de los costes de oportunidad.
c)	Imputación de los costes de oportunidad a los productos.
d)	Registro del importe del margen industrial calculado en el proceso general.
e)	Deducción de los suplementos por costes de oportunidad calculados de los productos y trabajos.
f)	Cancelación del margen industrial en sentido económico por su importe, abonando la cuenta de margen comercial en sentido económico.
g)	Deducción de los costes del centro comercial y del suplemento calculado por costes de oportunidad comerciales.
h)	Cancelación del margen comercial en sentido económico por su importe, registrando los costes de los centros de administración, subactividad, y los suplementos de costes de oportunidad calculados para dichos centros, obteniendo el resultado económico de la actividad.
i)	Asiento de cierre. Traslado del resultado económico de la actividad a la cuenta de control.

## Direct Costing

### Concepto
Es la National Association of Cost Accountants quién da a conocer los primeros estudios sobre el Direct Costing en 1953. Este nuevo método consiste principalmente separar Costes Fijos de Costes Variables ya que solo estos últimos deben incorporarse a la producción conformando así el coste del producto, los Costes Fijos deben ser absorbidos por los resultados del periodo en el que inciden.
El Direct Costing se considera una extensión del Umbral de rentabilidad y una alternativa al Full-Costing.
Uno de los autores más señalados es Wright 1962, según su teoría el Direct-Costing es un sistema contable que separa los gastos que varían con el volumen de los que no varían. En las empresas transformadoras esto significa que se cargarán a los inventarios tan solo los costes de producción directos para su posterior comparación con los ingresos, lo que permitirá determinar el margen obtenido. Los gastos del periodo se cargarán directamente a la cuenta de pérdidas y ganancias del periodo en que tuvieron lugar los desembolsos.
El modelo del Direct Costing tuvo más eco en los países anglosajones, en cambio en los países del área continental europea se decantaron por el método de las secciones quizá por la influencia del plan de cuentas alemán de 1937 y el plan francés de 1957.
En definitiva el Direct Costing intenta atribuir como costes de un producto exclusivamente los costes variables ocasionados por él. Por lo tanto en este modelo el precio de coste de un producto será:
PRECIO DE COSTE DE UN PRODUCTO= SUMA DE COSTES VARIABLES TOTALES DEL PRODUCTO/NÚMERO DE UNIDADES PRODUCIDAS
Dentro de los costes variables que hemos incorporado en esta fórmula habrá que distinguiir entre los ocasionados como consecuencia del proceso de aprovisionamiento y transformación (costes industriales) y aquellos consecuencia de la comercialización o venta de los productos (costes comerciales), así podemos obtener las siguientes relaciones:
MARGEN INDUSTRIAL= INGRESOS POR VENTAS - COSTES VARIABLES INDUSTRIALES DE LAS VENTAS
MARGEN COMERCIAL= MARGEN INDUSTRIAL - COSTES VARIABLES DE COMERCIALIZACIÓN
BENEFICIO O PÉRDIDA= MARGEN COMERCIAL - COSTES FIJOS DEL PERIODO

### Ventajas e inconvenientes
Las principales ventajas que presenta el Direct Costing es que facilita el estudio de la relación entre los costes, volúmenes de fabricación, ventas y beneficios de un periodo, evita la arbitrariedad en la que muchas veces se incurre al intentar distribuir los Costes Fijos entre los productos fabricados en un periodo ya que determina los costes de los productos por la suma de los costes variables incurridos para su fabricación. Otro aspecto favorable es que tiene una aplicación sencilla.
Entre los inconvenientes de este modelo destaca la dificultad que pueden encontrar las empresas para su aplicación es que puede ser difícil determinar que costes son fijos y cuales variables, teniendo que recurrir a métodos para separar dichos costes, los principales métodos son: el método gráfico, el método de los puntos extremos y el método de los mínimos cuadrados.

### Proceso contable
Según lo expuesto habrá que tener en cuenta dos aspectos importantes al aplicar el Direct Costing. El precio de coste de los productos viene dado por la suma de costes variables en los que se incurre para su obtención y los resultados se calculan siguiendo un procedimiento distinto al de imputación racional.
Para calcular el coste de los productos se tendrán que seguir los siguientes pasos:
1. Reflejo de las existencias iniciales, valoradas según costes variables.
2. Reflejo de los costes del periodo, tanto externos como internos ya sean fijos o variables.
3. Reclasificación de los costes externos e internos en fijos y variables.
4. Afectación e imputación de los costes de centros de aprovisionamiento y transformación a los productos.
5. Registro en inventario de los productos del periodo, valorado según coste variable de aprovisionamiento y transformación.
6. Obtención del margen comercial o resultado bruto, por diferencia entre el margen industrial y los costes variables comerciales.
7. Obtención del margen semibruto o resultado de la contabilidad analítica de la actividad, por diferencia entre el margen comercial y los costes fijos directos.
8. Obtención del margen neto o resultado de la contabilidad analítica del periodo, por diferencia entre el margen semibruto y los costes fijos indirectos.
9. Asientos de cierre.